# Almotriptan
Almotriptan ist ein Arzneistoff, der in der Akuttherapie der Migräne eingesetzt wird. Es ist ein Serotoninagonist aus der Gruppe der Triptane. Almotriptan stammt von dem spanischen Pharmaunternehmen Almirall. Es ist in Deutschland in Dosierungen bis 12,5 mg ohne Rezept erhältlich.

## Klinische Angaben

### Anwendungsgebiete
Almotriptan wird zur Behandlung akuter Migräne-Attacken mit und ohne Aura angewendet.

### Wirkung
Wie alle Triptane ist Almotriptan ein selektiver Agonist am 5-HT1 Rezeptor. Dadurch bewirkt es eine Vasokonstriktion, die der übermäßigen Vasodilatation im Gehirn infolge einer Migräne-Attacke entgegenwirkt.
Almotriptan sollte so früh wie möglich bei einer Migräne-Attacke eingenommen werden. Die Wirkung tritt etwa 30 Minuten nach oraler Applikation ein.

### Gegenanzeigen (Kontraindikationen)
Aufgrund der gefäßverengenden Wirkung darf Almotriptan nicht bei kardiovaskulären Vorerkrankungen (z. B. Herzinfarkt, Schlaganfall) oder schwerem Bluthochdruck angewendet werden.
Almotriptan darf nicht von Kindern und Jugendlichen unter 18 Jahren eingenommen werden.

### Nebenwirkungen
Bei der Beurteilung der Nebenwirkungen muss beachtet werden, dass nicht sicher festgestellt werden kann, ob die unten genannten Wirkungen wirklich durch Almotriptan verursacht wurden, oder ob sie Begleitsymptome einer Migräne-Attacke sind.
Häufige Nebenwirkungen sind Schwindel, Müdigkeit, Übelkeit.

## Fertigarzneimittel
Almogran (D, CH), Dolortriptan (D, CH)